# Korneliusz Perejasławski
Korneliusz Perejasławski, imię świeckie: Konon – święty mnich Rosyjskiego Kościoła Prawosławnego. 
Pochodził z rodziny kupieckiej z Riazania. W młodości uciekł z domu rodziców, by zostać uczniem duchowym starca Pawła, mnicha z Pustelni Łukianowskiej w okolicach Peresławia Zaleskiego. Następnie przeniósł się do monasteru św. św. Borysa i Gleba w tym samym mieście. Pięć kolejnych lat był tam posłusznikiem, po czym złożył śluby wieczyste z imieniem Korneliusz. Poprosił wówczas przełożonego o błogosławieństwo na rozpoczęcie życia w całkowitej samotności, w zamkniętej celi (zatworniczestwo). Po uzyskaniu zgody igumena zaczął żyć właśnie w ten sposób, spędzając cały czas na modlitwie i stale poszcząc. Spowodowało to jednak, że znacznie podupadł na zdrowiu; gdy przyszedł do siebie, ihumen nakazał mu zamieszkiwanie w klasztorze razem z innymi zakonnikami. Mnich Korneliusz zaczął wówczas wykonywać obowiązki dzwonnika i kucharza, pracował również w sadzie klasztornym. Cały czas jednak zachowywał pełne milczenie, przez co inni zakonnicy brali go za głuchoniemego. 
22 czerwca 1693, na krótko przed śmiercią, złożył śluby wielkiej schimy. Został pochowany w jednej z kaplic monasteru. Po dziewięciu latach mnisi mieli odkryć, że jego ciało nie uległo rozkładowi. W 1705 został kanonizowany z inicjatywy biskupa jarosławskiego i rostowskiego Dymitra.